# 拉弗里亞
08°13′08″N 72°14′54″W / 8.21889°N 72.24833°W
拉弗里亞（西班牙語：La Fría），是委內瑞拉的城鎮，位於該國西南部塔奇拉州，是埃維亞市的首府，始建於1853年，海拔高度127米，該鎮受熱帶雨林氣候影響，鎮上設有機場。